# YELLOW MAGICAL TYPHOON
『YELLOW MAGICAL TYPHOON』（イエロー・マジカル・タイフーン）は、CASCADEのアルバム。1997年7月24日にビクターエンタテインメントより発売された。

## 概要
前作から9か月ぶりに発売された。
初回盤のみスリーブケース仕様となっており、ブックレットが付属している。

## 収録曲
1. arigatai digi maniax
作詞・作曲：MASASHI、編曲：CASCADE・白井良明
  - ベストアルバム「VIVA NICE BEST」にも収録された。
2. AHAHA
作詞・作曲：MASASHI、編曲：CASCADE・白井良明
3. マジカル ジャーニー
作詞：TAMA・MASASHI、作曲：MASASHI、編曲：CASCADE・白井良明
4. YELLOW YELLOW FIRE (Album Version)
作詞・作曲：MASASHI、編曲：CASCADE・白井良明
  - 3rdシングルのバージョン違い。シングルVerはラジオ編集用に短くしたものでアルバムVerの方が本当の曲構成。
5. jodan AMERICA
作詞・作曲：MASASHI、編曲：CASCADE・白井良明
6. ミダラナ キャンディー
作詞・作曲：MASASHI、編曲：CASCADE・白井良明
7. 満月の夜には
作詞・作曲：MASASHI、編曲：CASCADE・白井良明
8. Super Boy Super Girl
作詞・作曲：MASASHI、編曲：CASCADE・白井良明
9. マスクマン
作詞・作曲：MASASHI、編曲：CASCADE・白井良明
10. OH YEAH BABY
作詞：TAMA・MASASHI、作曲：MASASHI、編曲：CASCADE・白井良明
  - 2ndシングル。ベストアルバム「VIVA NICE BEST」にも収録された。
11. yellow shuttle
作詞・作曲：MASASHI、編曲：CASCADE・白井良明
12. Shining Blue
作詞・作曲：MASASHI、編曲：CASCADE・白井良明・深沢順
  - 本作で唯一MASASHIがメインボーカルの曲。後にシングル「スーパーカー」のカップリング曲としてシングルカットされた。ベストアルバム「VIVA NICE BEST」にも収録された。